# 奇亞爾哈克山 (普諾大區)
14°16′13″S 70°51′31″W / 14.27028°S 70.85861°W

奇亞爾哈克山（Chiaracce），是秘魯的山峰，位於該國東南部普諾大區，處於奇亞爾哈克山西南面，屬於安第斯山脈中韋爾卡努塔山脈的一部分，海拔高度約4,900米。